# Mauricio Rocha e Silva
Maurício Oscar da Rocha e Silva (Rio de Janeiro, 19 de setembro de 1910 — São Paulo, 19 de dezembro de 1983) foi um médico brasileiro formado pela Faculdade de Medicina do Rio de Janeiro. Descobriu a bradicinina usada em medicamentos de controle da hipertensão. Foi também professor da Faculdade de Medicina de Ribeirão Preto. Seu acervo integra o Projeto Memória da Sociedade Brasileira para o Progresso da Ciência.

## Vida
Mauricio era filho de um psiquiatra, João Olavo da Rocha e Silva. Estudou na Faculdade de Medicina da Universidade do Brasil (mais tarde Universidade Federal do Rio de Janeiro), lecionando em escolas secundárias enquanto era estudante para se sustentar. Logo após a formatura, mudou-se em 1937 para São Paulo, sendo contratado pelo Instituto Biológico, instituição estadual de pesquisa. De 1940 a 1941, Mauricio ganhou uma bolsa da John Simon Guggenheim Memorial Foundation para ir para Londres, Inglaterra, onde estudou e trabalhou com Heinz Schild na University College London. Em 1942 retornou ao Instituto Biológico e continuou sua linha de pesquisa sobre o papel da histamina nos efeitos dos venenos de animais. No instituto, logo foi nomeado presidente da Seção de Bioquímica e Farmacodinâmica, cargo que ocupou até 1957. Naquele ano, Mauricio foi convidado para ser o presidente do Departamento de Farmacologia da recém-criada Faculdade de Medicina de Ribeirão Preto da Universidade de São Paulo, na cidade de Ribeirão Preto, estado de São Paulo, cargo que ocupou até sua aposentadoria compulsória em 1980. Seu estado de saúde piorou pouco depois, e ele morreu em 19 de dezembro de 1983, aos 73 anos.
Mauricio foi um dos maiores líderes científicos e acadêmicos da história recente do Brasil. Em 1948, com um grupo de colegas cientistas, como José Reis, Paulo Sawaya e Gastão Rosenfeld, fundou a Sociedade Brasileira para o Progresso da Ciência (SBPC), semelhante em escopo e filosofia às suas congêneres britânicas e americanas (AAAS). Ele se tornaria três vezes presidente da SBPC e seu presidente honorário vitalício. Mauricio também foi membro fundador da Sociedade Brasileira de Fisiologia, em 1957; e da Sociedade Brasileira de Farmacologia e Terapêutica Experimental, em 1966 (da qual foi presidente de 1966 a 1981). Em 1967 ganhou o Prêmio Moinho Santista (a mais alta condecoração científica da época no Brasil) e o Prêmio Nacional de Ciência e Tecnologia do Conselho Nacional de Desenvolvimento Científico e Tecnológico (CNPq). Ele também foi vice-presidente da União Internacional de Farmacologia.

## Trabalho
Junto com os colegas Wilson Teixeira Beraldo e Gastão Rosenfeld, Mauricio descobriram em 1948 os poderosos efeitos hipotensores da bradicinina em preparações animais. A bradicinina foi detectada no plasma de animais após a adição do veneno de Bothropos jararaca, trazido por Rosenfeld do Instituto Butantan, em São Paulo, Brasil. Essa descoberta fez parte de um estudo contínuo sobre choque circulatório e enzimas proteolíticas relacionadas à toxicologia de picadas de cobras, iniciado por ele já em 1939. A bradicinina deveria ser provada como um novo princípio autofarmacológico, ou seja, uma substância que é liberada no corpo por uma modificação metabólica de precursores, que são farmacologicamente ativos. De acordo com B.J. Hagwood, biógrafo de Mauricio, "A descoberta da bradicinina levou a uma nova compreensão de muitos fenômenos fisiológicos e patológicos, incluindo o choque circulatório induzido por venenos e toxinas".
A importância prática da descoberta da bradicinina tornou-se evidente quando um de seus colaboradores em Ribeirão Preto, Sérgio Henrique Ferreira, descobriu um fator potencializador da bradicinina (FBP) no veneno botrópico que aumenta poderosamente tanto a duração quanto a magnitude de seus efeitos sobre a vasodilatação e a conseqüente queda da pressão arterial. Com base nessa descoberta, os cientistas da Squibb desenvolveram o primeiro de uma nova geração de medicamentos anti-hipertensivos altamente eficazes, os chamados inibidores da ECA, como o captopril (marca registrada Capoten), que têm salvado muitas vidas desde então.

Mauricio tinha muitos interesses além da pesquisa científica e da farmacologia. Ele era um pintor amador talentoso e um escritor de ficção e não-ficção. Ele estava interessado na compreensão pública da ciência e escreveu artigos e livros para o público em geral. Foi também um dos fundadores da "Ciência e Cultura", revista científica da Sociedade Brasileira para o Progresso da Ciência (SBPC).